# Hackesche Höfe

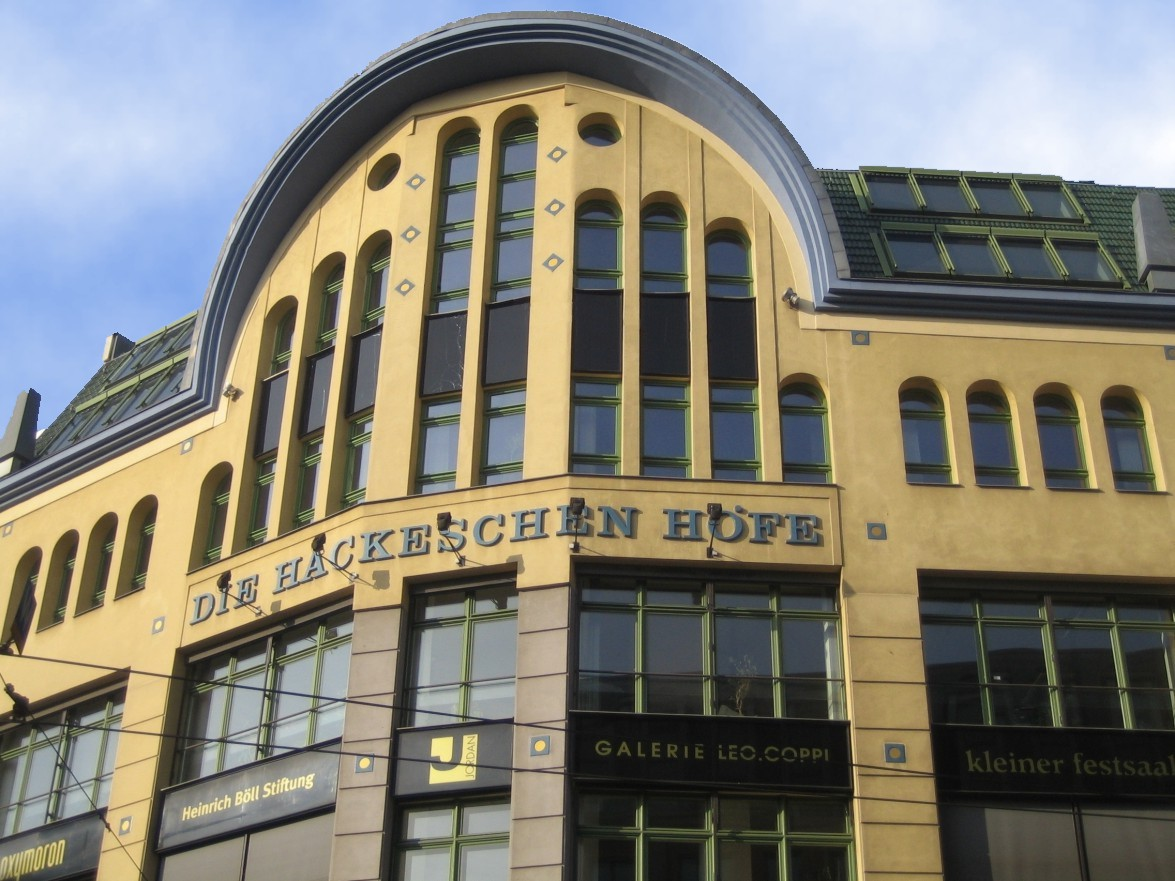
Del av fasaden, 2005

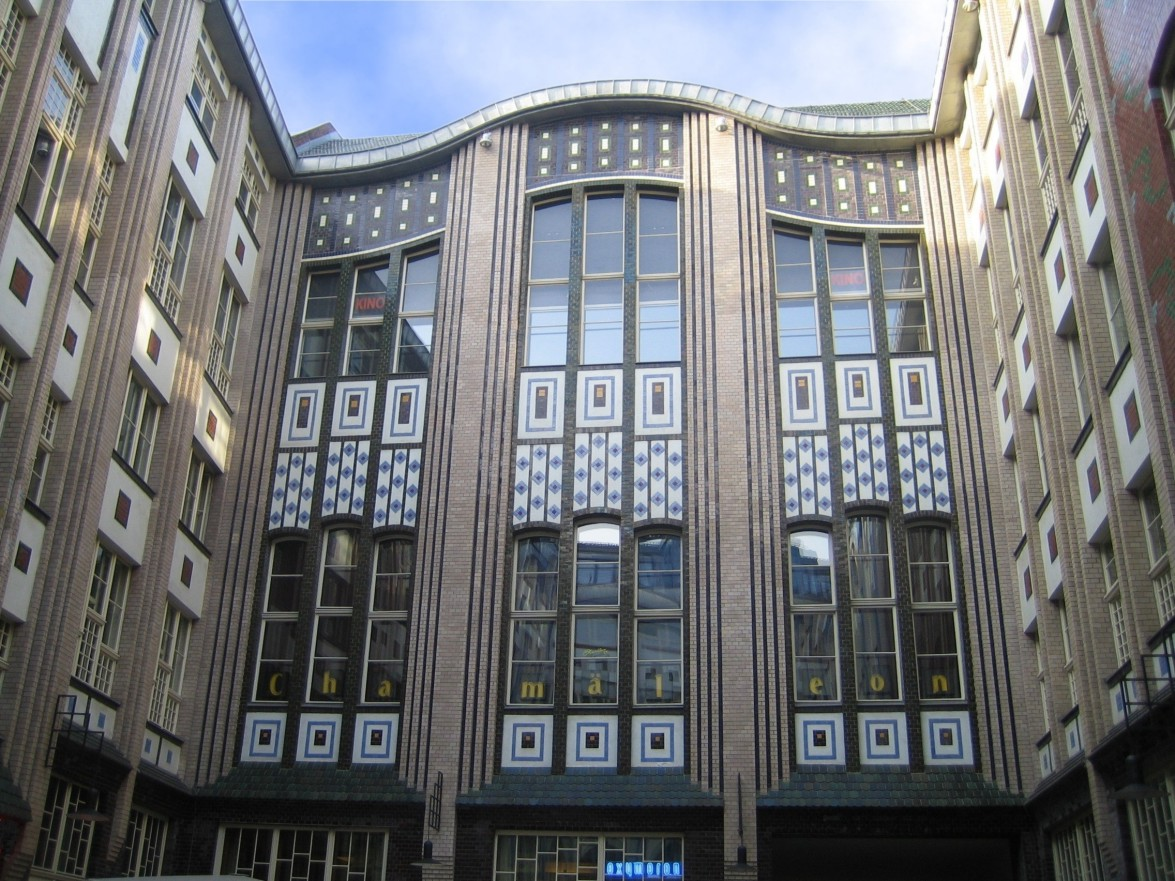
Innergård, 2005

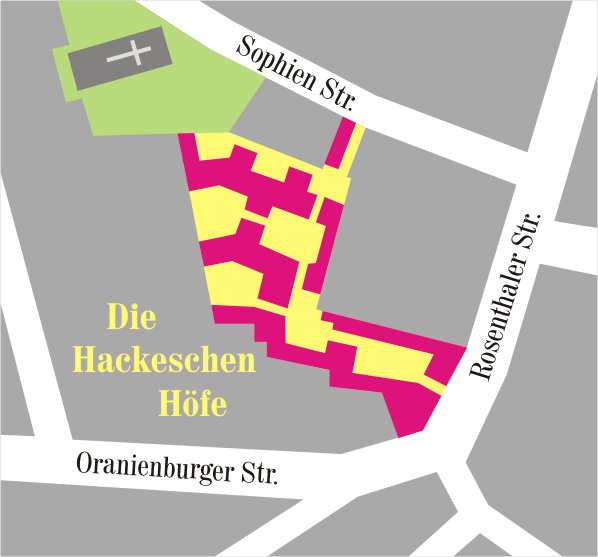
Översikt Hackesche Höfe.

Hackesche Höfe, utgörs av ett system av sammanhängande innergårdar beläget alldeles invid Hackescher Markt i stadsdelen Mitte i centrala Berlin. Flera av innergårdarnas fasader är praktfullt ornamenterade och här gömmer sig restauranger och små butiker med flera etablissemang.
Kvarteren kring Hackesche Höfe har de senaste åren förvandlats till ett mycket trendigt område i Berlin med en rad märkesbutiker, teatrar, restauranger och gallerier.

## Historia
Hackesche Höfe byggdes 1906 och står sedan 1977 under byggnadsminnesmärkning. 1997 avslutades en omfattande renovering av området.